# سقنقور جزائري ثلاثي الأصابع
سقنقور جزائري ثلاثي الأصابع (بالإنجليزية: Algerian three-toed skink)‏ واسمه العلمي كالسيديس ميرتنسي (الاسم العلمي: Chalcides mertensi)، هو نوع من فصيلة السقنقورية، وهو ذو شكلٍ أفعواني طويل وأطرافٍ صغيرة، ويستوطن في شمال غرب أفريقيا.

## الانتشار
الموطن الأصلي لهذا النوع هو شمال الجزائر وشمال تونس، حيث يتواجد على سواحل البحر الأبيض المتوسط.

## الموطن
يَقطُن السقنقور الجزائري ثلاثي الأصابع في المناطق الحُرجية في شمال الجزائر، وفي الموائل شبه القاحلة في الجزائر وتونس. يُفضل هذا الحيوان المناطق الرطبة والمُشمسة مع وجودِ نباتاتٍ كثيفة في المناطق العُشبية والمروج والمناطق القريبة من السدود والجداول وغابات بلوط الفلين المفتوحة، كما يُفضل التواجد في أطراف المناطق المَزروعة، وفي المراعي ذات الأعشاب الطويلة. سُجل وجود هذا الحيوان من مستوى سطح البحر حتى 1,500 متر فوق مستوى سطح البحر. تلد إناث السقنقور الجزائري ثلاثي الأصابع وهي صغيرة في العُمر.

## التصنيف
كان السقنقور الجزائري ثلاثي الأصابع يُعتبر سابقًا نويع من السقنقور الإيطالي ثلاثي الأصابع (Chalcides chalcides)، ولكن في عام 1993 اعتبر نوع مُنفصل من قبل كابوتو. ذكرت بعض الدراسات الجزيئية بأنه تُوجد سلالات مُختلفة من السقنقور الجزائري ثلاثي الأصابع، وذلك من خلال العينات المُختلفة في الأجزاء الشمالية والجنوبية في تونس، حيثُ تشير إلى وجود نوعين على الأقل، ولكن هذه الدراسات لا زالت مُستمرة. ذكرت دراسة جزيئية أخرى، أنَّ هذا النوع يقع ضمن فرع من الكالسيديس ويُسمى فرع عشبي سابح، وذلك إلى جانب أنواع أخرى.

## حالة الحفظ
يُسجل السقنقور الجزائري ثلاثي الأصابع بأنه غير مُهدد بالانقراض، ولكنهُ مهدد بفقدان موائله (مواطنه)؛ بسببِ الرعي الجائر واستخدام الأراضي في الزراعة والبناء. يتواجد في الحديقة الوطنية جرجرة في الجزائر ولكنه غير موجود في أي مناطق محمية في تونس.